# Andy García
Andrés Arturo García Menéndez (født 12. april 1956 i Havana), professionelt kendt som Andy García, er en cubansk født amerikansk skuespiller og filminstruktør. Han blev kendt i slutningen af 1980'erne og 1990'erne, efter at have medvirket i flere succesfulde Hollywood-film, herunder The Godfather Part III, De uovervindelige, Internal Affairs og When a Man Loves a Woman. Han er også kendt for sin rolle i Ocean's Eleven og dens efterfølgere, Ocean's Twelve og Ocean's Thirteen.
Garcías instruktørdebut med filmen The Lost City indbragte ham to priser ved Imagen Awards i Los Angeles i 2006. García blev nomineret til en Oscar for bedste mandlige birolle for hans rolle som Vincent Corleone i The Godfather Part III. Da han var fem år gammel, flyttede familien til Miami i Florida.

## Filmografi

### Film
| År   | Titel                                     | Rolle                                         | Noter                                         |
| ---- | ----------------------------------------- | --------------------------------------------- | --------------------------------------------- |
| 1983 | Blue Skies Again                          | Ken                                           |                                               |
| 1983 | Guaguasi                                  | Ricardo                                       |                                               |
| 1983 | A Night in Heaven                         | T. J. The Bartender                           |                                               |
| 1984 | The Lonely Guy                            |                                               | Uncredited                                    |
| 1985 | The Mean Season                           | Ray Martínez                                  |                                               |
| 1986 | 8 Million Ways to Die                     | Angel Maldonado                               |                                               |
| 1987 | The Untouchables                          | Agent George Stone/Giuseppe Petri             |                                               |
| 1988 | Stand and Deliver                         | Dr. Ramírez                                   |                                               |
| 1988 | American Roulette                         | Carlos Quintas                                |                                               |
| 1989 | Black Rain                                | Det. Charlie Vincent                          |                                               |
| 1990 | Internal Affairs                          | Raymond Avilla                                |                                               |
| 1990 | A Show of Force                           | Luis Ángel Mora                               |                                               |
| 1990 | The Godfather Part III                    | Vincent Mancini                               |                                               |
| 1991 | Dead Again                                | Gray Baker                                    |                                               |
| 1992 | Hero                                      | John Bubber                                   |                                               |
| 1992 | Jennifer 8                                | Sgt. John Berlin                              |                                               |
| 1994 | When a Man Loves a Woman                  | Michael Green                                 |                                               |
| 1995 | Things to Do in Denver When You're Dead   | Jimmy "The Saint" Tosnia                      |                                               |
| 1995 | Dangerous Minds                           |                                               | Scenes deleted                                |
| 1995 | Steal Big Steal Little                    | Ruben Partida Martinez Robert Martin/Narrator |                                               |
| 1996 | Night Falls on Manhattan                  | Sean Casey                                    |                                               |
| 1996 | The Disappearance of Garcia Lorca         | Federico García Lorca                         |                                               |
| 1997 | Hoodlum                                   | Charlie "Lucky" Luciano                       |                                               |
| 1998 | Desperate Measures                        | Frank Conner                                  |                                               |
| 1999 | Just the Ticket                           | Gary Starke                                   | Also producer                                 |
| 2000 | Lakeboat                                  | Guigliani                                     |                                               |
| 2001 | The Unsaid                                | Michael Hunter                                | Også executive producer Direct to DVD release |
| 2001 | The Man from Elysian Fields               | Byron Tiller                                  | Also producer                                 |
| 2001 | Ocean's Eleven                            | Terry Benedict                                |                                               |
| 2003 | Confidence                                | Special Agent Gunther Butan                   |                                               |
| 2003 | Just Like Mona                            |                                               |                                               |
| 2004 | Twisted                                   | Mike Delmarco                                 |                                               |
| 2004 | Modigliani                                | Amedeo Modigliani                             | Også executive producer                       |
| 2004 | Ocean's Twelve                            | Terry Benedict                                |                                               |
| 2005 | The Lazarus Child                         | Jack Heywood                                  |                                               |
| 2005 | The Lost City                             | Fico Fellove                                  | Også executive producer/director              |
| 2006 | Smokin' Aces                              | Stanley Locke                                 |                                               |
| 2007 | The Air I Breathe                         | Fingers                                       |                                               |
| 2007 | Ocean's Thirteen                          | Terry Benedict                                |                                               |
| 2008 | New York, I Love You                      | Garry                                         |                                               |
| 2008 | Beverly Hills Chihuahua                   | Delgado (voice)                               |                                               |
| 2009 | The Pink Panther 2                        | Insp. Vicenzo Brancaleone                     |                                               |
| 2009 | City Island                               | Vince Rizzo                                   | Also producer                                 |
| 2009 | La Linea                                  | Javier Salazar                                |                                               |
| 2010 | Across the Line                           | Jorge Garza                                   |                                               |
| 2011 | 5 Days of War                             | Mikheil Saakashvili                           |                                               |
| 2012 | For Greater Glory                         | Enrique Gorostieta Velarde                    |                                               |
| 2012 | A Dark Truth                              | Jack Begosian                                 |                                               |
| 2013 | Open Road                                 | Chuck                                         |                                               |
| 2013 | At Middleton                              | George Hartman                                |                                               |
| 2014 | Let's Be Cops                             | Detective Brolin                              |                                               |
| 2014 | Kill the Messenger                        | Norwin Meneses                                |                                               |
| 2014 | Rob the Mob                               | Big Al                                        |                                               |
| 2014 | Rio 2                                     | Eduardo (voice)                               |                                               |
| 2016 | Ghostbusters                              | Mayor Bradley                                 |                                               |
| 2016 | Max Steel                                 | Dr. Miles Edwards                             |                                               |
| 2016 | True Memoirs of an International Assassin | El Toro                                       |                                               |
| 2016 | Passengers                                | Admiral Norris                                |                                               |
| 2017 | Geostorm                                  | President Andrew Palma                        |                                               |
| 2018 | Bent                                      | Jimmy Murtha                                  |                                               |
| 2018 | Book Club                                 | Mitchell                                      |                                               |
| 2018 | Mamma Mia! Here We Go Again               | Fernando Cienfuegos                           |                                               |
| 2018 | The Mule                                  | Laton                                         |                                               |
| 2019 | Against the Clock                         | Gerald Hotchkiss                              |                                               |
| 2020 | Ana                                       | Rafael "Rafa" Rodriguez                       |                                               |
| 2020 | Words on Bathroom Walls                   | Father Patrick                                |                                               |
| 2021 | Redemption Day                            | Ambassador Williams                           |                                               |
| 2021 | Barb and Star Go to Vista Del Mar         | Tommy Bahama                                  | Ukrediteret                                   |
| 2021 | Wrath of Man                              | FBI Agent King                                |                                               |
| 2022 | Big Gold Brick                            | Floyd Deveraux                                |                                               |
| 2022 | Father of the Bride                       | Guillermo "Billy" Herrera                     | Also executive producer                       |
| 2023 | Miranda's Victim                          | Alvin Moore                                   |                                               |
| 2023 | Book Club: The Next Chapter               | Mitchell                                      |                                               |
| 2023 | Skabelon:Pending film                     |                                               | Post-production                               |
| 2023 | Skabelon:Pending film                     |                                               | Post-production                               |
| TBA  | Skabelon:Pending film                     | Peter Tarlton                                 | Completed                                     |

### Tv
| År         | Titel                                          | Rolle                   | Noter                                                                 |
| ---------- | ---------------------------------------------- | ----------------------- | --------------------------------------------------------------------- |
| 1978       | ¿Qué Pasa, USA?                                | Pepe                    | Episode: "Here Comes the Bride"                                       |
| 1979       | Archie Bunker's Place                          | Manuel                  | Episode: "Building the Restaurant"                                    |
| 1981, 1984 | Hill Street Blues                              | Street Kid Ernesto      | Episodes: "Hill Street Station" & "Hair Apparent"                     |
| 1983       | For Love and Honor                             | Medic                   | Episode: "For Love and Honor" (pilot)                                 |
| 1984       | Murder, She Wrote                              | Tough Guy #1            | Episode: "The Murder of Sherlock Holmes" (pilot)                      |
| 1984       | Brothers                                       | Jose                    | Episode: "Happy Birthday Me!"                                         |
| 1985       | The New Alfred Hitchcock Presents              | Alejandro               | Episode: "Breakdown"                                                  |
| 1986       | Foley Square                                   | Performer               | Episode: "The Star"                                                   |
| 1988       | Clinton and Nadine                             | Clinton Dillard         | Television movie                                                      |
| 1999       | Swing Vote                                     | Joseph Michael Kirkland | Television movie                                                      |
| 2000       | For Love or Country: The Arturo Sandoval Story | Arturo Sandoval         | Television movie; also producer                                       |
| 2001       | Frasier                                        | Terrance                | Episode: "Bully for Martin"                                           |
| 2003       | Will & Grace                                   | Milo                    | Episode: "Field of Queens"                                            |
| 2005       | Kurtlar Vadisi                                 | Amon                    | Episode: "4.96" & Episode: "4.97"                                     |
| 2006       | George Lopez                                   | Ray                     | Episode: "George Doesn't Trustee Angie's Brother"                     |
| 2009       | The National Parks: America's Best Idea        | Various roles           | Voice; Documentary                                                    |
| 2010       | Top Gear                                       | Sig selv                | Series 15, episode 4                                                  |
| 2011       | The Simpsons                                   | Slick Publisher         | Voice; Episode: "The Book Job"                                        |
| 2012       | Dora the Explorer                              | Don Quixote             | Voice; Episode: "Dora's Knighthood Adventure" & "Dora's Royal Rescue" |
| 2012       | Dora's Royal Rescue                            | Don Quixote             | Television movie                                                      |
| 2013       | Christmas in Conway                            | Duncan Mayor            | Television movie                                                      |
| 2013       | Doll & Em                                      | Andy                    | Episode: "Five"                                                       |
| 2014       | Kurtlar Vadisi Pusu                            | Amon                    | 5 episodes                                                            |
| 2016       | Ballers                                        | Andre Allen             | 6 episodes, HBO                                                       |
| 2018       | My Dinner with Hervé                           | Ricardo Montalbán       | Television movie, HBO                                                 |
| 2018–19    | 3Below: Tales of Arcadia                       | King Fialkov            | Voice; 7 episodes                                                     |
| 2019       | Modern Love                                    | Michael                 | 2 episodes, Amazon                                                    |
| 2019       | Raul Julia: The World's a Stage                | Himself                 | Documentary, American Masters                                         |
| 2020       | Flipped                                        | Rumualdo                | 5 episodes, Quibi                                                     |
| 2020       | Elena of Avalor                                | Hetz, the Weather Shade | Voice; Episode: "Coronation Day"                                      |
| 2021       | Rebel                                          | Julian Cruz             | Hovedrolle                                                            |